# 카를로 1세 디 사보이아 공작
카를로 1세 디 사보이아(이탈리아어:  Carlo I di Savoia, 1468년 3월 92일 - 1490년 3월 13일)는 투사공이라는 별명을 지녔던 1482년부터 1490년까지의 사보이아 공작이자 1485년부터 1490년까지의 명목상 예루살렘, 키프로스, 아르메니아의 군주이다.
그는 아메데오 9세 디 사보이아와 샤를 7세의 딸 욜랑드 드 프랑스의 아들로 태어났다.
카를로는 두 가지로 명목상 예루살렘, 키프로스, 아르메니아의 군주였던 샬로트 드 뤼지냥과 관련이 있었다. 오직 그녀가 그의 아버지인 아메데오와 사촌인것만이 아니라, 그녀의 권리는 본래 이 혈통으로 계승되는 것이었으나 또한 카를로의 작은 아버지인 제네바 백작 루이의 미망인(1482년 사망)이었기도 하다. 그러나 샬로트는 그녀의 배다른 형제에게서 적법한 절차로 키프로스 왕국에서 1460년대에 추방당하기 전까지 왕국을 떠나지 않았다.
이 두 관계는 카를로에게 잘 적용되어, 그가 17세던 1485년에 그녀가 다음 합법적인 야뉘 드 뤼지냥과 아르메니아의 후계자인 카를로에게 예루살렘, 키프로스, 아르메니아에 대한 그녀의 권리를 포기하였다. 키프로스 왕국은 베네치아 공화국에게 지배를 받게 되지만, 사보이아 가문은 계속해서 키프로스에 대한 권리를 주장했다.

## 가정
그는 굴리엘모 8세 델 몬페라토의 딸인 비안케 팔라이올로지나(1472년–1519년)와 혼인했으며, 카를로의 사망 후 1490년부터 1496년까지 사보이아 공국의 섭정을 펼쳤다. 그들 사이에 두 명의 자식을 두었다.
1. 이올란다 디 사보이아 (1487년–1499년) : 필리베르토 2세 디 사보이아와 혼인.
2. 카를로 조반니 아메데오 디 사보이아 (1489년–1496년).

| 카를로 1세 디 사보이아 공작 사보이아 가문출생: 1468년 3월 29일 사망: 1490년 3월 13일 |                                                              |                 |
| 이전 필리베르토 1세                                                                  | 사보이아 공작 1482년–1490년                                  | 이후 카를로 2세 |
| 이전 샬로트                                                                          | 아르메니아, 키프로스, 예루살렘의 군주 (명목상) 1485년–1490년 | 이후 카를로 2세 |